# Municipio de Newberry (Ohio)
El municipio de Newberry (en inglés: Newberry Township) es un municipio ubicado en el condado de Miami en el estado estadounidense de Ohio. En el año 2010 tenía una población de 6449 habitantes y una densidad poblacional de 58,18 personas por km².

## Geografía
El municipio de Newberry se encuentra ubicado en las coordenadas 40°8′43″N 84°22′16″O / 40.14528, -84.37111. Según la Oficina del Censo de los Estados Unidos, el municipio tiene una superficie total de 110.85 km², de la cual 109.74 km² corresponden a tierra firme y (1%) 1.11 km² es agua.

## Demografía
Según el censo de 2010, había 6449 personas residiendo en el municipio de Newberry. La densidad de población era de 58,18 hab./km². De los 6449 habitantes, el municipio de Newberry estaba compuesto por el 98.05% blancos, el 0.31% eran afroamericanos, el 0.19% eran amerindios, el 0.2% eran asiáticos, el 0.03% eran isleños del Pacífico, el 0.22% eran de otras razas y el 1.01% pertenecían a dos o más razas. Del total de la población el 0.7% eran hispanos o latinos de cualquier raza.